# Лейксайд (Колорадо)
Лейксайд (англ. Lakeside) — місто (англ. town) в США, в окрузі Джефферсон штату Колорадо. Населення — 16 осіб (2020).

## Географія
Лейксайд розташований за координатами 39°46′45″ пн. ш. 105°3′28″ зх. д. / 39.77917° пн. ш. 105.05778° зх. д. (39.779075, -105.057825).  За даними Бюро перепису населення США в 2010 році місто мало площу 0,64 км², з яких 0,49 км² — суходіл та 0,16 км² — водойми.

## Демографія
Згідно з переписом 2010 року, у місті мешкало 8 осіб у 8 домогосподарствах у складі 0 родин. Густота населення становила 12 особи/км².  Було 10 помешкань (16/км²).
Расовий склад населення:
| - 100,0 % — білих |

До двох чи більше рас належало 0,0 %. Частка іспаномовних становила 0,0 % від усіх жителів.
За віковим діапазоном населення розподілялося таким чином: 0,0 % — особи молодші 18 років, 87,5 % — особи у віці 18—64 років, 12,5 % — особи у віці 65 років та старші. Медіана віку мешканця становила 58,0 року. На 100 осіб жіночої статі у місті припадало 300,0 чоловіків;  на 100 жінок у віці від 18 років та старших — 300,0 чоловіків також старших 18 років.
Цивільне працевлаштоване населення становило 5 осіб. Основні галузі зайнятості: мистецтво, розваги та відпочинок — 80,0 %, фінанси, страхування та нерухомість — 20,0 %.